# Mayra Montero
Mayra Montero (La Habana, 1952) es una escritora cubano-puertorriqueña.

## Biografía
Nació en Cuba, pero abandonó la isla a los 17 años. Sobre aquella época contó en una entrevista de 2006: "Recuerdo que estuve llorando como una semana en México. Fue duro, pero dentro del desarraigo tuve la suerte de llegar a un país como Puerto Rico, también caribeño y en seguida me integré". Se estableció en San Juan a los veinte años de edad y comenzó a trabajar como cronista de sociedad. Siguió su carrera de periodista escribiendo artículos sobre deportes y fue corresponsal en América Central y el Caribe. Su amor por las palabras nació en la niñez: "Mi padre era guionista de televisión, era humorista, y desde que nací lo recuerdo escribiendo delante de la maquinilla. Me críe pensando que ese era el oficio y me entró en el sistema desde que era una niña, ya desde entonces hacía cuentos".
Su primer libro de ficción fue un cuentario, Veintitrés y una tortuga, publicado en 1981; fue el resultado de su asistencia al taller literario dirigido por el escritor Emilio Díaz Valcárcel. El primer éxito internacional lo tuvo con su novela La trenza de la hermosa luna, que quedó finalista del Premio Herralde 1986. Las obras que siguieron la consolidaron como una destacada narradora: La última noche que pasé contigo (1991), su debut en la literatura erótica, resultó finalista del Premio La Sonrisa Vertical, que ganaría más tarde con Púrpura profundo (2000). Entre estas dos novelas escribe Del rojo de su sombra (1992) a partir de una investigación sobre picadores de caña que había hecho; Tú, la oscuridad (1995)  —inspirada en un reportaje que publicó The New York Times sobre las desaparición de ranitas—, ganadora del Liberaturpreis 1998 y Como un mensajero tuyo (1998), novela que recoge un episodio real que ocurrió el 13 de junio de 1920 con Enrico Caruso cuando interpretaba a Radamés de la ópera Aída en el teatro de La Habana.
Ha continuado publicando novelas y varias de ellas han sido traducidas a diversos idiomas; ha participado en antologías (por ejemplo, en Cuentos eróticos de Navidad, de 1999, con su relato «Dorso de diamante»). En 2010 la Universidad de Puerto Rico le otorgó un doctorado honoris causa. 
Mayra Montero es partidaria de la independencia de Puerto Rico.

## Obras
- Veintitrés y una tortuga, cuentos, Editorial Instituto de Cultura Puertorriqueña, San Juan, 1981
- La trenza de la hermosa luna, novela, Anagrama, 1987 (Ediciones Callejón, 2004)
- La última noche que pasé contigo, novela erótica, Tusquets, Barcelona, 1991
- Del rojo de su sombra, novela, Tusquets, 1992
- Tú, la oscuridad, novela, Tusquets, 1995
- Aguaceros dispersos, recopilación de sus artículos dominicales escritos para el diario El Nuevo Día, Tusquets, 1996
- Como un mensajero tuyo, novela 1998 (Letras Cubanas, La Habana, 2001)
- Púrpura y profundo, novela erótica, Tusquets, 2000
- El capitán de los dormidos, Tusquets, 2002 (Letras Cubanas, 2005)
- Vana ilusión, sobre la vida del pianista puertorriqueño Narciso Figueroa, Ediciones Callejón, Viejo San Juan, 2002
- Son de almendra, thriller, Alfaguara, 2005
- Leyendas sobre crímenes, con María Eugenia Nobati; Alfaguara infantil y juvenil, 2005
- Viaje a Isla de Mona, novela juvenil con ilustraciones de Walter Torres; Ediciones SM, 2009
- El caballero de la flauta, novela histórica, Ediciones Callejón, 2011 (Ediciones Callejón, 2012); publicado en 2014 con el título de El caballero de San Petersburgo por Tusquets
- La mitad de la noche, novela, Tusquets, 2019
- La tarde que Bobby Fischer no bajó a jugar, (Tusquets) 2024.

## Premios y reconocimientos
- Finalista del Premio Herralde 1986 con La trenza de la hermosa luna
- Finalista del Premio La Sonrisa Vertical 1991 con La última noche que pasé contigo
- Liberaturpreis 1998 por Tú, la oscuridad
- Premio La Sonrisa Vertical 2000 por Púrpura y profundo
- Premio El Barco de Vapor Puerto Rico 2008, Instituto de Cultura Puertorriqueña por Viaje a Isla de Mona